# 岭南柿
岭南柿（学名：Diospyros tutcheri）为柿科柿属下的一个种。

## 扩展阅读
- 維基物種上的相關：岭南柿